# Gopnik

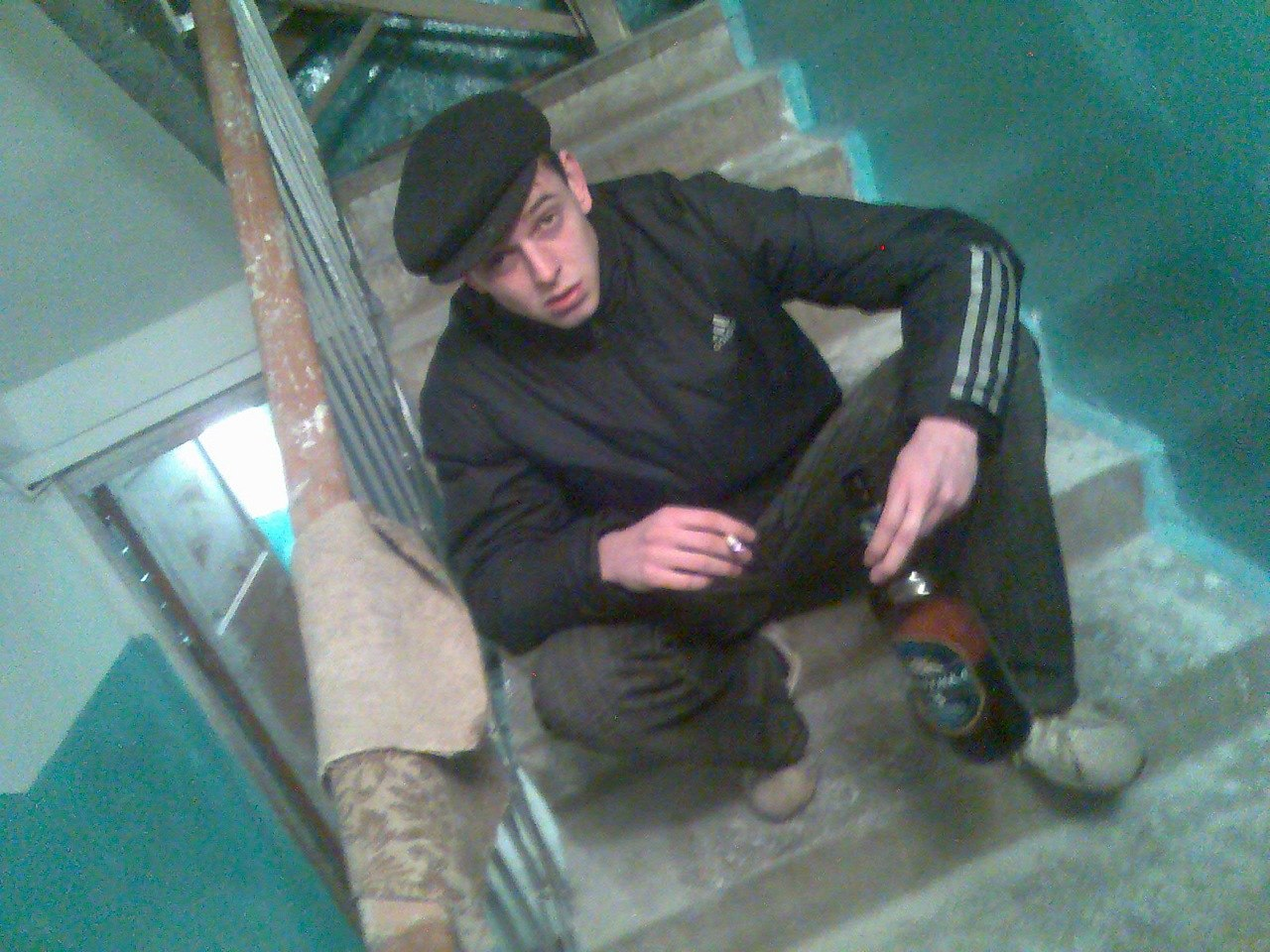
Een archetypische gopnik in het trappenhuis van een Chroesjtsjovka

Gopnik (Russisch: гопник) is een informele of pejoratieve aanduiding voor een bepaalde groep jonge mannen in vooral Rusland en in andere voormalige lidstaten van de Sovjet-Unie (USSR). Het gaat hier om een maatschappelijke onderklasse met een voorliefde voor agressie, alcoholmisbruik en ondeugd in het algemeen. Als cultureel verschijnsel zijn ze te vergelijken met de Chavs in Engeland, gekenmerkt door een uniforme dresscode en moeilijke vooruitzichten op de maatschappelijke ladder.
De gemiddelde Gopnik draagt vaak trainingspakken en sportschoenen en zit vaak gehurkt op straat, de zogenaamde slav squat. De voorkeur voor kleding van het merk Adidas heeft al een oorsprong die dateert van de Olympische Spelen van 1980. Daarnaast gaat de voorkeur naar Adidas omdat men deze ziet als tegenhanger van het Amerikaanse "Nike".

## Oorsprong van de term
Er doen meerdere theorieën de ronde over de oorsprong van de term:
- Hij zou afkomstig zijn van het acroniem GOP, voor Gorodskoje Obsjtsjestvo Prizrenija (de Stedelijke Liefdadigheids Organisatie), de armenhuizen die na de Oktoberrevolutie van overheidswege overal in de Sovjet-Unie ingesteld werden.
- Hij zou afkomstig zijn van de term Gop-Stop, straatroof.